# 阿里斯門迪市 (新埃斯帕塔州)

阿里斯門迪市（西班牙語：Municipio Arismendi），是委內瑞拉的一個市，位於該國北部新埃斯帕塔州，首府設於拉亞松森，始建於1990年9月19日，面積20.7平方公里，2001年人口23,097，人口密度每平方公里420人。